# 西宁广播电视台
西宁广播电视台是青海省省会西宁市的广播电视播出机构，由西宁电视台和西宁人民广播电台于2014年8月7日合并组建而成。

## 频道列表
西宁广播电视台目前有2套电视台频道和2条广播频率。

### 电视服务
西宁电视台于1986年9月30日开播。
2010年，西宁电视台与深圳、大连等19家电视台联合组建城市联合网络电视台，西宁电视台的相关节目实现了网络点播。
| 頻道名稱     | 语言   | 广播格式                         | 啟播時間      | 频道前身 | 備註 |
| 新闻综合频道 | 普通話 | SD: PAL 576i 16:9 HD：1080i 16:9 | 1986年9月30日 |          |      |
| 生活服务频道 | 普通話 | SD: PAL 576i 16:9 HD：1080i 16:9 |               |          |      |

### 广播服务
| 頻道名稱     | 语言   | 频道频率        | 啟播時間 | 频道口号           | 频道前身 | 備註 |
| 新闻综合广播 | 普通話 | FM 95.6 AM 1476 |          | 闻天下声，知西宁事 |          |      |
| 交通文艺广播 | 普通話 |                 |          |                    |          |      |

## 电视节目

### 新闻频道[6]
- 夏都新闻联播：时政类新闻节目
- 夏都零距离：民生类新闻节目，2005年开播[1]，节目口号是“夏都零距离，你我没距离”
- 县区融播报：整合并播报下辖各县区的新闻
- 全媒体时空：综合类新闻节目，主要报道经济、投资、理财、教育、民生等内容

### 生活频道[6]
- 成长日记
- 垄上直通车：三农生活类节目
- 身边
- 西宁双拥：同西宁市退役军人事务局联合录制制作，主要反映西宁市双拥工作